# Chiesa di San Gaudenzio a Mortara
La chiesa di san Gaudenzio è un edificio religioso di Mortara, annoverata tra i beni del vescovo di Novara nel 1133.

## Descrizione
Secondo padre Francesco Pianzola, l'edificio sorgerebbe sul sedime di un'antica cappella romana, come testimonierebbero i reperti del IV secolo, da lui rinvenuti nelle vicinanze; le prove storiche a favore di questo fatto sono però a oggi inesistenti. 
Fu edificata entro la cinta muraria, nei pressi del castello di Mortara.
Nel 1523, per volere di Francesco Baldo, si iniziò un primo intervento di recupero  che, a causa della peste del 1524, fu terminato solo nel 1574 dal figlio Battista ; San Carlo Borromeo la visitò, ma non la trovó particolarmente sistemata e adornata. 
Dal 1582 fu sede della Confraternita della Santissima Trinità ragione per cui, già dalla fine del Seicento, si abbandonò il titolo del patrono e la chiesa è conosciuta con il nome di Santissima Trinità. Nel 1602 la Confraternita si congregò alla omonima Arciconfraternita di Roma. Annesso alla chiesa fu edificato nel1594 un ospitale per pellegrini. Nel 1596 fu innalzato il campanile con concorso economico del Comune.
Il più importante lavoro di restauro risale al 1698, come testimonia una lapide posta sulla facciata: la chiesa assunse l’aspetto che conserva tutt’oggi.
Per devozione popolare fu eretto un altare alla Madonna dei Sette Dolori, che ospitava il simulacro ligneo dell’Addolorata.
Nel 1805 la chiesa fu preservata dalle soppressioni napoleoniche ed elevata al rango di succursale della parrocchia di San Lorenzo. La confraternita della Trinità fu estinta, ma riprese a riunirsi negli anni Venti dell’Ottocento, affiancata da un consorzio femminile dell’Addolorata, che ebbe il riconoscimento ecclesiastico nel 1874.
Nel 1933, dopo alcuni disordini economici, la confraternita della Trinità perse tutti gli iscritti, ma sopravvisse il consorzio dell’Addolorata che restaurò la chiesa nel 1941;  il gruppo femminile si estinse negli anni Settanta del Novecento.
Dal 1973 la chiesa fa parte della Casa madre delle Suore Missionarie dell'Immacolata Regina della Pace, ma è stata chiusa al culto in quanto necessita di lavori di restauro.
Al suo interno si trovano due altari: il maggiore è l'altare dell'Addolorata (che conserva la pregevole statua lignea della vergine Addolorata del XVII secolo). L’ altare dedicato alla Madonna di Oropa 
è stato distrutto. Di notevole pregio è la cantoria, sulla quale è collocato un organo a canne, attribuito a Giuseppe Gatti.
La chiesa conserva alcune tele di buona fattura. Di particolare interesse un arazzo, raffigurante San Francesco d'Assisi, e una Vergine con Bambino, Santa Chiara e San Francesco, opere provenienti  dal monastero delle clarisse , anticamente ubicato nelle vicinanze dell'edificio, dove oggi sorge il centro Cappa Ricci.
Nel 2008 la facciata e la torre campanaria sono state restaurate. Alle tre esistenti campane ne sono state aggiunte due; la chiesa è così dotata di un concerto di cinque campane, oggi regolarmente funzionanti.

### Organo a canne
L'organo, proveniente dall'Oratorio dei Filippini di Galliera in Bologna, fu trasferito a Mortara nel 1876. L'organo è sprovvisto delle 84 canne (si conservano solo le 35 di facciata), trafugate già prima del trasporto a Mortara. 
La cassa organaria è riccamente decorata e intagliata; la tastiera, la pedaliera e il registro della voce umana ad ancia non sono originali. I registri sono azionati da undici manette a scorrimento orizzontale, poste su un'unica fila verticale a destra della tastiera. Due pomoli a tiro, posti ai lati della tastiera, azionano due registri installati in epoca recente (voce corale e tremolo). A lato della pedaliera, con 17 pedali, si trova il pedaletto del tiratutti. Sulla cantoria è collocato anche un mantice a cuneo dell'epoca.

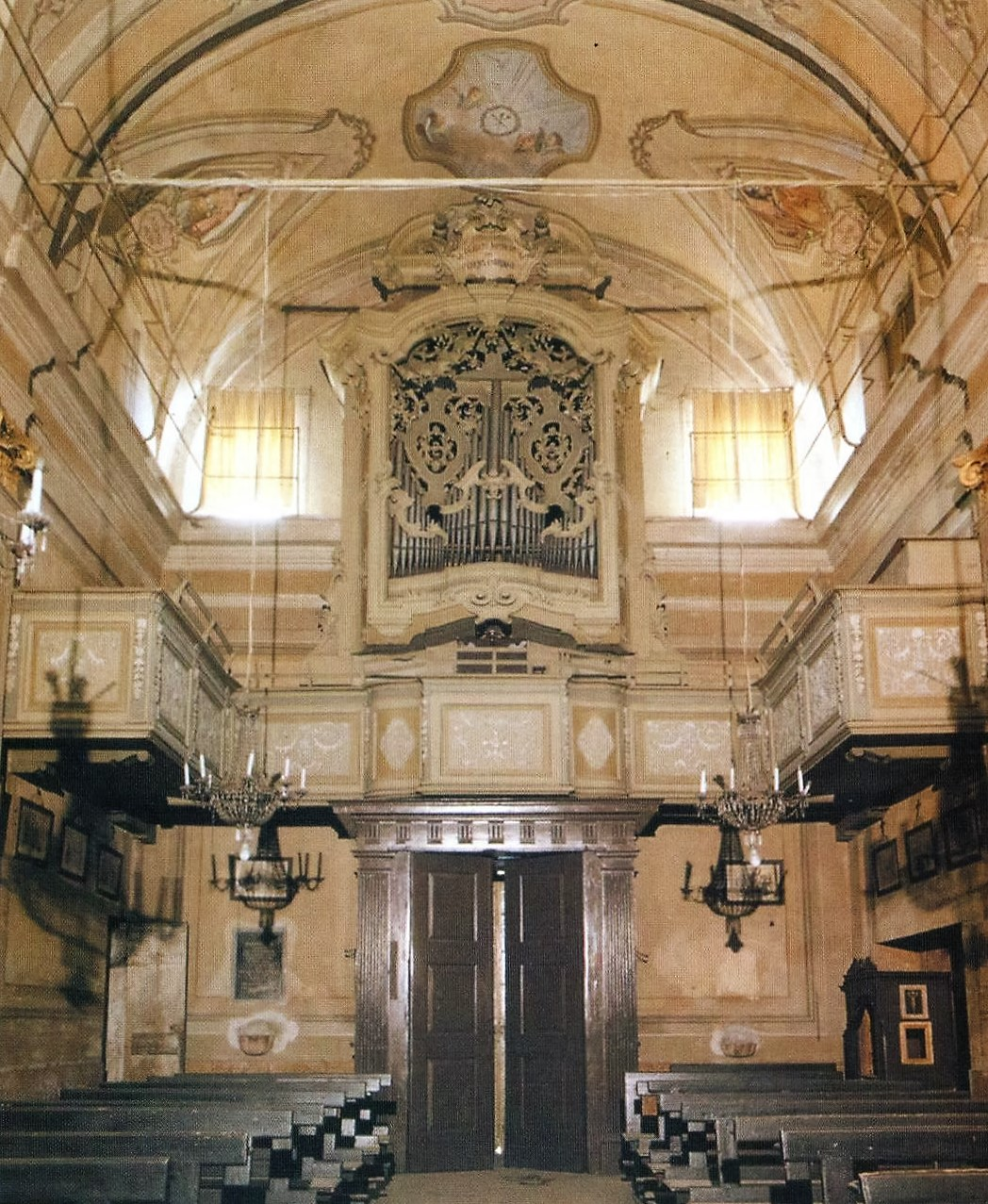
La cantoria e l'organo a canne

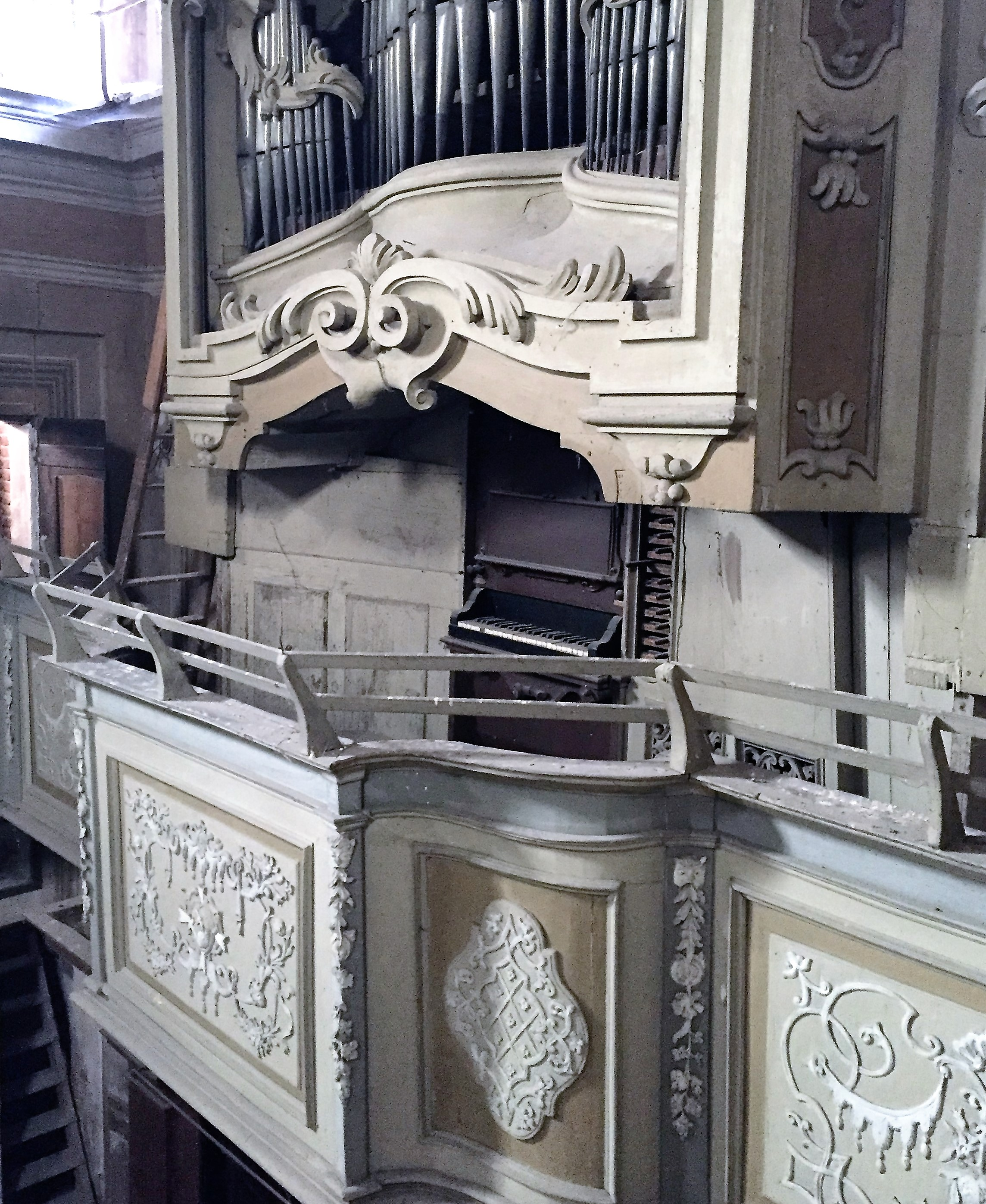
Particolare della tastiera

Di seguito, la disposizione fonica:
| Tastiera                     |
| Principale Bassi Soprani     |
| Ottava Bassa Soprani         |
| Decima Quinta                |
| Decima Nona                  |
| Vigesima Seconda             |
| Vigesima Sesta Basso Soprani |
| Principale Nona Ottava       |
| Trigesima Sesta e Terza      |
| Flauto in Ottava Sopr.       |
| Flauto in Dodicesima         |
| Unda Maris Soprani           |